# Ehringshausen

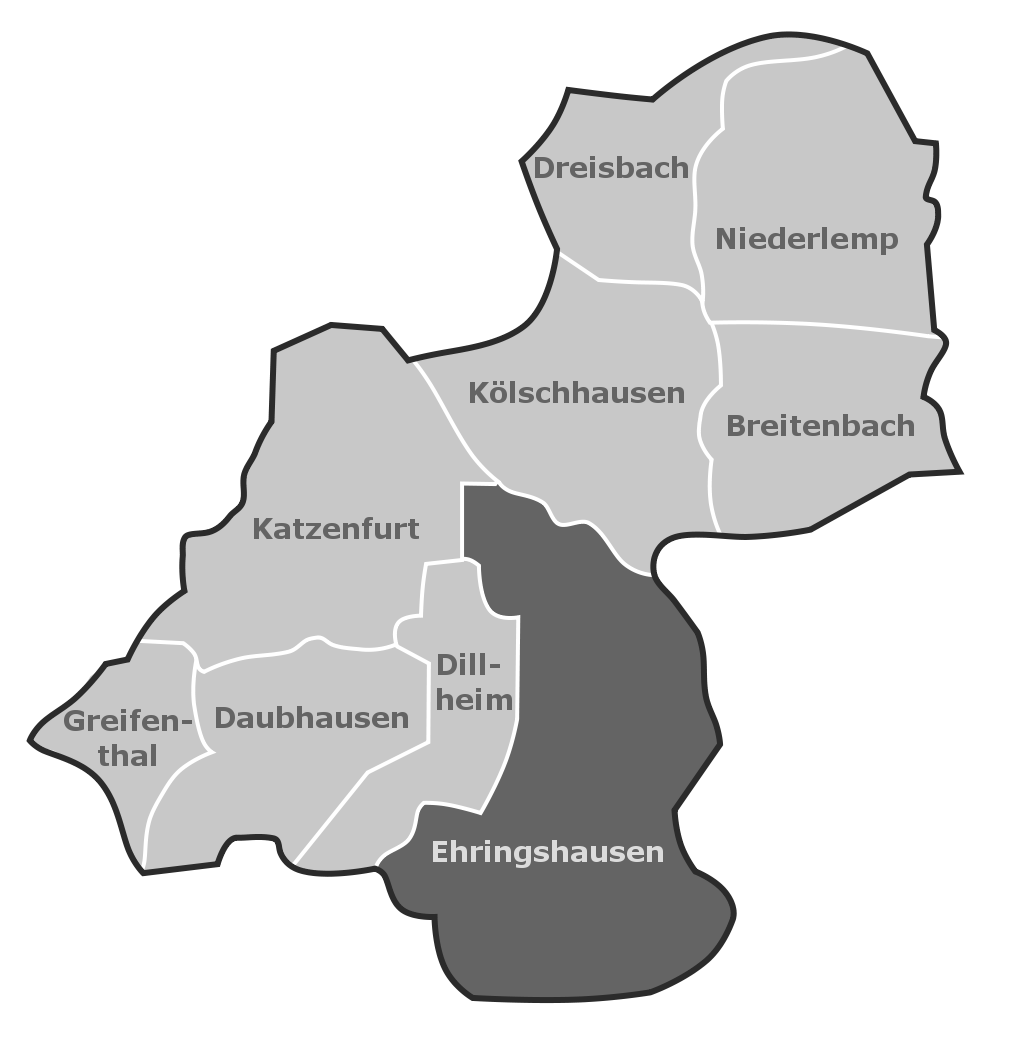
Ortsteile von Ehringshausen (Hauptort dunkel)

Ehringshausen ist eine Gemeinde im mittelhessischen Lahn-Dill-Kreis.

## Geografie

### Geografische Lage
Ehringshausen liegt zwischen Wetzlar und Herborn im Unteren Dilltal, an der Mündung der Lemp in die Dill.
Ein geografischer Mittelpunkt des Lahn-Dill-Kreises, berechnet mit der Methode „Mittelpunkt eines von Breiten- und Längengraden begrenzten Gebietes“, befindet sich westlich von Kölschhausen, einem Ortsteil der Gemeinde. (Die unterschiedlichen Methoden zur Berechnung geografischer Mittelpunkte sind bei der Berechnung des Mittelpunkt Deutschlands beschrieben.)
Die Gemeinde liegt im Naturpark Lahn-Dill-Bergland.

### Nachbargemeinden
Ehringshausen grenzt im Norden an die Gemeinde Mittenaar, im Osten an die Stadt Aßlar, im Süden an die Städte Solms und Leun, im Südwesten an die Gemeinde Greifenstein sowie im Nordwesten an die Gemeinde Sinn (alle im Lahn-Dill-Kreis).
| Sinn 7 km         | Mittenaar 10 km                             |            |
| Greifenstein 7 km | Kompassrose, die auf Nachbargemeinden zeigt | Aßlar 6 km |
| Leun 6 km         |                                             | Solms 7 km |

### Gliederung
Zur Gemeinde gehören die neun Ortsteile Breitenbach, Daubhausen, Dillheim, Dreisbach, Ehringshausen, Greifenthal, Katzenfurt, Kölschhausen und Niederlemp.

## Geschichte

### Ersterwähnung
Ehringshausen wurde im Jahre 802 erstmals in einer Schenkungsurkunde des Lorscher Codex erwähnt. Laut dieser Urkunde schenkte Inric dem Kloster Lorsch einen befestigten Hof in der Barcdorfer Mark im Lahngau. Barcdorf lag im Ortsbereich des heutigen Ehringshausen rechts der Dill; ob es als direkter Vorläufer von Ehringshausen angesehen werden kann, ist jedoch nicht sicher.
Ältester Ort der Gemeinde ist allerdings Breitenbach, der bereits 778 urkundlich erwähnt wurde.

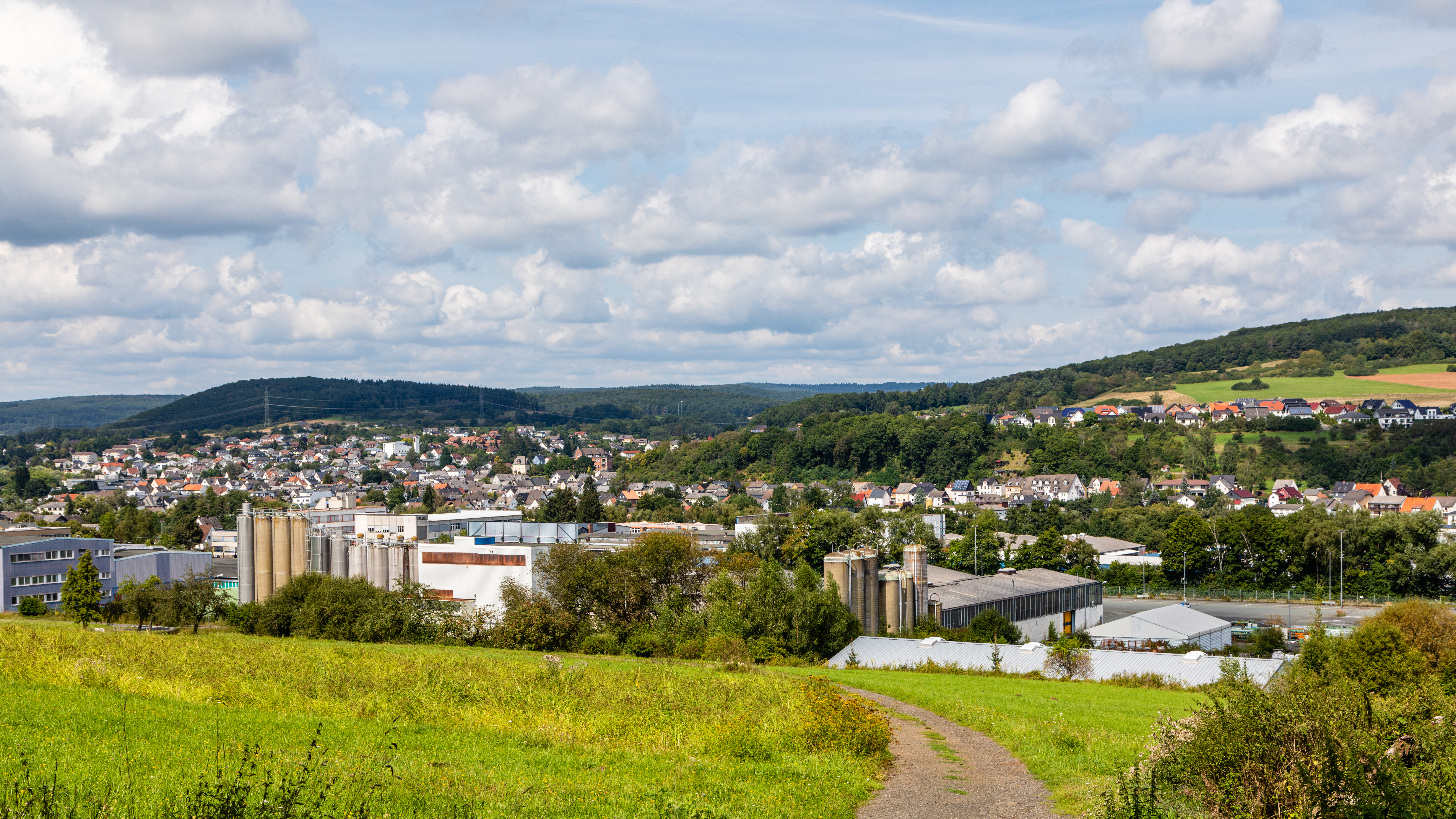
Ehringshausen aus Richtung Süden

### Hessische Gebietsreform
Im Zuge der Gebietsreform in Hessen wurde Dillheim am 31. Dezember 1970 auf freiwilliger Basis nach Ehringshausen eingegliedert. Am 31. Dezember 1971 folgte ebenfalls freiwillig die Eingliederung der Gemeinden Dreisbach und Greifenthal. Am 1. Januar 1977 wurden die Gemeinden Ehringshausen, Breitenbach, Daubhausen,  Katzenfurt, Kölschhausen und Niederlemp kraft Landesgesetz zur neuen Großgemeinde Ehringshausen zusammengeschlossen. Für alle ehemals eigenständigen Gemeinden und die Kerngemeinde von Ehringshausen wurden Ortsbezirke eingerichtet. Sitz der Gemeindeverwaltung ist Ehringshausen.

### Verwaltungsgeschichte im Überblick
Die folgende Liste zeigt die Staaten und Verwaltungseinheiten, denen Ehringshausen angehört(e):
- vor 1806: Heiliges Römisches Reich, Fürstentum Solms-Braunfels, Anteil der Grafschaft Solms, Amt Greifenstein
- ab 1806: Herzogtum Nassau,[Anm. 2] Amt Greifenstein[Anm. 3]
- ab 1816: Königreich Preußen,[Anm. 4] Provinz Großherzogtum Niederrhein, Regierungsbezirk Koblenz, Kreis Braunfels[10]
- ab 1822: Königreich Preußen, Rheinprovinz, Regierungsbezirk Koblenz, Kreis Wetzlar[Anm. 5]
- ab 1866: Norddeutscher Bund, Königreich Preußen, Rheinprovinz, Regierungsbezirk Koblenz, Kreis Wetzlar
- ab 1871: Deutsches Reich, Königreich Preußen, Rheinprovinz, Regierungsbezirk Koblenz, Kreis Wetzlar
- ab 1918: Deutsches Reich, Freistaat Preußen, Rheinprovinz, Regierungsbezirk Koblenz, Kreis Wetzlar
- ab 1932: Deutsches Reich, Freistaat Preußen, Provinz Hessen-Nassau, Regierungsbezirk Wiesbaden, Kreis Wetzlar
- ab 1944: Deutsches Reich, Freistaat Preußen, Provinz Nassau, Kreis Wetzlar
- ab 1945: Deutsches Reich, Amerikanische Besatzungszone,[Anm. 6] Groß-Hessen, Regierungsbezirk Wiesbaden, Kreis Wetzlar
- ab 1946: Deutsches Reich, Amerikanische Besatzungszone, Hessen, Regierungsbezirk Wiesbaden, Kreis Wetzlar
- ab 1949: Bundesrepublik Deutschland, Hessen, Regierungsbezirk Wiesbaden, Kreis Wetzlar
- ab 1968: Bundesrepublik Deutschland, Hessen, Regierungsbezirk Darmstadt, Kreis Wetzlar.
- ab 1977: Bundesrepublik Deutschland, Hessen, Regierungsbezirk Darmstadt, Lahn-Dill-Kreis
- ab 1981: Bundesrepublik Deutschland, Hessen, Regierungsbezirk Gießen, Lahn-Dill-Kreis

## Bevölkerung

### Einwohnerstruktur 2011
Nach den Erhebungen des Zensus 2011 lebten am Stichtag dem 9. Mai 2011 in Ehringshausen 9252 Einwohner.
Nach dem Lebensalter waren 1613 Einwohner unter 18 Jahren, 3809 zwischen 18 und 49, 1863 zwischen 50 und 64 und 1966 Einwohner waren älter.
Unter den Einwohnern waren 730 (7,9 %) Ausländer, von denen 121 aus dem EU-Ausland, 555 aus anderen europäischen Ländern und 48 aus anderen Staaten kamen. Die Einwohner lebten in 1065 Haushalten. Davon waren 3886 Singlehaushalte, 1134 Paare ohne Kinder und 1329 Paare mit Kindern, sowie 315 Alleinerziehende und 53 Wohngemeinschaften. In 836 Haushalten lebten ausschließlich Senioren und in 2505 Haushaltungen lebten keine Senioren.

### Einwohnerentwicklung
| Ehringshausen: Einwohnerzahlen von 1834 bis 2020 | Ehringshausen: Einwohnerzahlen von 1834 bis 2020 | Ehringshausen: Einwohnerzahlen von 1834 bis 2020 | Ehringshausen: Einwohnerzahlen von 1834 bis 2020 | Ehringshausen: Einwohnerzahlen von 1834 bis 2020 |
| --- | ------------------------------------------------ | ------------------------------------------------ | ------------------------------------------------ | ------------------------------------------------ |
| Jahr |                                                  |                                                  |                                                  | Einwohner                                        |
| 1834 | 1834                                             |                                                  | 556                                              | 556                                              |
| 1840 | 1840                                             |                                                  | 652                                              | 652                                              |
| 1846 | 1846                                             |                                                  | 769                                              | 769                                              |
| 1852 | 1852                                             |                                                  | 724                                              | 724                                              |
| 1858 | 1858                                             |                                                  | 810                                              | 810                                              |
| 1864 | 1864                                             |                                                  | 909                                              | 909                                              |
| 1871 | 1871                                             |                                                  | 957                                              | 957                                              |
| 1875 | 1875                                             |                                                  | 973                                              | 973                                              |
| 1885 | 1885                                             |                                                  | 1.081                                            | 1.081                                            |
| 1895 | 1895                                             |                                                  | 1.231                                            | 1.231                                            |
| 1905 | 1905                                             |                                                  | 1.425                                            | 1.425                                            |
| 1910 | 1910                                             |                                                  | 1.474                                            | 1.474                                            |
| 1925 | 1925                                             |                                                  | 1.711                                            | 1.711                                            |
| 1939 | 1939                                             |                                                  | 2.024                                            | 2.024                                            |
| 1946 | 1946                                             |                                                  | 2.934                                            | 2.934                                            |
| 1950 | 1950                                             |                                                  | 3.208                                            | 3.208                                            |
| 1956 | 1956                                             |                                                  | 3.547                                            | 3.547                                            |
| 1961 | 1961                                             |                                                  | 3.772                                            | 3.772                                            |
| 1967 | 1967                                             |                                                  | 3.945                                            | 3.945                                            |
| 1970 | 1970                                             |                                                  | 4.929                                            | 4.929                                            |
| 1972 | 1972                                             |                                                  | 5.407                                            | 5.407                                            |
| 1976 | 1976                                             |                                                  | 8.869                                            | 8.869                                            |
| 1984 | 1984                                             |                                                  | 8.630                                            | 8.630                                            |
| 1992 | 1992                                             |                                                  | 8.803                                            | 8.803                                            |
| 2000 | 2000                                             |                                                  | 9.400                                            | 9.400                                            |
| 2004 | 2004                                             |                                                  | 9.430                                            | 9.430                                            |
| 2010 | 2010                                             |                                                  | 9.246                                            | 9.246                                            |
| 2015 | 2015                                             |                                                  | 9.300                                            | 9.300                                            |
| 2020 | 2020                                             |                                                  | 9.432                                            | 9.432                                            |
| Datenquelle: Historisches Gemeindeverzeichnis für Hessen: Die Bevölkerung der Gemeinden 1834 bis 1967. Wiesbaden: Hessisches Statistisches Landesamt, 1968. Weitere Quellen: ; 1972:; 1976:; 1984:; 1992:; 2000, 2015:; 2004:; 2010:; 2020: Ab 1970 einschließlich der im Zuge der Gebietsreform in Hessen eingegliederten Orte. |                                                  |                                                  |                                                  |                                                  |

### Historische Religionszugehörigkeit
| • 1834: | 528 evangelische, 2 römisch-katholische, 26 jüdische Einwohner                                   |
| • 1961: | 2778 evangelische (= 72,93 %), 879 katholische (= 23,30 %) Einwohner                             |
| • 1987: | 6263 evangelische (= 71,28 %), 1400 katholische (= 16,30 %), 925 sonstige (= 10,77 %) Einwohner  |
| • 2011: | 5398 evangelische (= 58,34 %), 1260 katholische (= 13,62 %), 2594 sonstige (= 28,04 %) Einwohner |

## Politik

### Gemeindevertretung
Die Kommunalwahl am 14. März 2021 lieferte folgendes Ergebnis, in Vergleich gesetzt zu früheren Kommunalwahlen:
| Sitzverteilung in der Gemeindevertretung 2021Insgesamt 31 Sitze - SPD: 9 - Grüne: 4 - FWG: 7 - CDU: 11 | Parteien und Wählergemeinschaften | Parteien und Wählergemeinschaften            | 2021  | 2021  | 2016  | 2016  | 2011  | 2011  | 2006  | 2006  | 2001  | 2001  |
| Sitzverteilung in der Gemeindevertretung 2021Insgesamt 31 Sitze - SPD: 9 - Grüne: 4 - FWG: 7 - CDU: 11 | Parteien und Wählergemeinschaften | Parteien und Wählergemeinschaften            | %     | Sitze | %     | Sitze | %     | Sitze | %     | Sitze | %     | Sitze |
| Sitzverteilung in der Gemeindevertretung 2021Insgesamt 31 Sitze - SPD: 9 - Grüne: 4 - FWG: 7 - CDU: 11 | CDU                               | Christlich Demokratische Union Deutschlands  | 35,2  | 11    | 35,1  | 11    | 35,1  | 11    | 36,4  | 11    | 30,2  | 9     |
| Sitzverteilung in der Gemeindevertretung 2021Insgesamt 31 Sitze - SPD: 9 - Grüne: 4 - FWG: 7 - CDU: 11 | SPD                               | Sozialdemokratische Partei Deutschlands      | 29,9  | 9     | 33,2  | 10    | 37,7  | 12    | 35,4  | 11    | 41,0  | 13    |
| Sitzverteilung in der Gemeindevertretung 2021Insgesamt 31 Sitze - SPD: 9 - Grüne: 4 - FWG: 7 - CDU: 11 | FWG                               | Freie Wählergemeinschaft Ehringshausen e. V. | 23,5  | 7     | 24,0  | 8     | 22,8  | 7     | 23,3  | 7     | 21,6  | 7     |
| Sitzverteilung in der Gemeindevertretung 2021Insgesamt 31 Sitze - SPD: 9 - Grüne: 4 - FWG: 7 - CDU: 11 | Grüne                             | Bündnis 90/Die Grünen                        | 11,4  | 4     | 7,7   | 2     | 4,4   | 1     | —     | —     | —     | —     |
| Sitzverteilung in der Gemeindevertretung 2021Insgesamt 31 Sitze - SPD: 9 - Grüne: 4 - FWG: 7 - CDU: 11 | NPD                               | Nationaldemokratische Partei Deutschlands    | —     | —     | —     | —     | —     | —     | 4,9   | 2     | 7,1   | 2     |
| Sitzverteilung in der Gemeindevertretung 2021Insgesamt 31 Sitze - SPD: 9 - Grüne: 4 - FWG: 7 - CDU: 11 | Gesamt                            | Gesamt                                       | 100,0 | 31    | 100,0 | 31    | 100,0 | 31    | 100,0 | 31    | 100,0 | 31    |
| Sitzverteilung in der Gemeindevertretung 2021Insgesamt 31 Sitze - SPD: 9 - Grüne: 4 - FWG: 7 - CDU: 11 | Wahlbeteiligung in %              | Wahlbeteiligung in %                         | 48,7  | 48,7  | 44,9  | 44,9  | 43,0  | 43,0  | 44,0  | 44,0  | 55,6  | 55,6  |

### Bürgermeister
Nach der hessischen Kommunalverfassung wird der Bürgermeister für eine sechsjährige Amtszeit gewählt, seit dem Jahr 1993 in einer Direktwahl, und ist Vorsitzender des Gemeindevorstands, dem in der Gemeinde Ehringshausen neben dem Bürgermeister ehrenamtlich ein Erster Beigeordneter und sieben weitere Beigeordnete angehören. Bürgermeister ist seit dem 1. April 2010 Jürgen Mock (SPD). Er wurde als Nachfolger von Eberhard Niebch, der nach vier Amtszeiten nicht wieder kandidiert hatte, am 1. November 2009 im ersten Wahlgang bei 60,8 Prozent Wahlbeteiligung mit 55,0 Prozent der Stimmen gewählt. Es folgten zwei Wiederwahlen, jeweils ohne Gegenkandidaten, zuletzt im September 2021.
Amtszeiten der Bürgermeister
- 2010–2028 Jürgen Mock (SPD)[29]
- 1986–2010 Eberhard Niebch
- 1984–1985 Wolfgang Keiser (CDU)
- 1977–1984 Manfred Fughe (CDU)
- 1976–1977 Heinrich Rumpf (kommissarisch)
- 1970–1976 Lothar Schneider (SPD)
- 1964–1970 Heinrich Bender
- 1952–1964 Hermann Messerschmidt (erster hauptamtlicher Bürgermeister)[33]
- 1946–1952 Heinrich Groß
- 1945–1946 Kurt Rolle (kommissarisch)

### Ortsbeiräte
Für das Gemeindegebiet gibt es die Ortsbezirke Breitenbach, Daubhausen, Dillheim, Dreisbach, Ehringshausen, Greifenthal, Katzenfurt, Kölschhausen und Niederlemp. Je Ortsbezirk wird ein Ortsbeirat und Ortsvorsteher, nach Maßgabe der §§ 81 und 82 HGO und des Kommunalwahlgesetzes in der jeweils gültigen Fassung gebildet.
Die Ortsbezirke  werden durch die bisherigen Grenzen der eingegliederten Gemeinden begrenzt.
Alle Ortsbeiräte bestehen je nach Einwohnerzahl aus drei bis neun Mitgliedern. Die Wahl der Ortsbeiräte erfolgt im Rahmen der Kommunalwahlen. Der Ortsbeirat wählt eines seiner Mitglieder zum Ortsvorsteher bzw. zur Ortsvorsteherin. Für die Zusammensetzung siehe in den jeweiligen Stadtteil-Artikeln.

### Ortsbeirat Ehringshausen
Der Ortsbeirat besteht aus neun Mitgliedern. Bei den Kommunalwahlen in Hessen 2021 betrug die Wahlbeteiligung zum Ortsbeirat 46,29 %. Dabei wurden gewählt: vier Mitglieder der CDU, drei Mitglieder der SPD, ein Mitglied der „Freien Wählergmeinschaft Ehringshausen“ (FWG) und ein Mitglied des Bündnis 90/Die Grünen. Der Ortsbeirat wählte Marc-Sven Werkmeister (CDU) zum Ortsvorsteher.

### Bürgerentscheide
In Ehringshausen fand bisher ein Bürgerentscheid statt. Dieser wurde zu folgendem Thema durchgeführt:
Erhalt des Naherholungsgebietes „Dillpark“ im Ortsteil Dillheim – 2007
Abstimmungsfrage 28. Oktober 2007: Sind Sie dafür, dass der „Dillpark“ als Naherholungsgebiet für alle Ehringshäuser erhalten bleibt und deshalb gegen die Ausweisung des Gebietes „Auf’m Schlüsselacker“ in Ehringshausen als allgemeines Wohn-/Baugebiet?
|          | Wahlberechtigte | Wähler | Ja     | Nein   |
| -------- | --------------- | ------ | ------ | ------ |
| Personen | 7.116           | 2.196  | 1.477  | 708    |
| Prozent  |                 | 30,9 % | 67,6 % | 32,4 % |

Ergebnis: Die erforderlich Mehrheit von 25 % der Wahlberechtigten wurde nicht erreicht, fehlende Stimmen: 302. Damit hat die Gemeindevertretung erneut zu entscheiden.
Am 22. November 2007 entscheidet die Gemeindevertretung mit den Stimmen von SPD (eine Enthaltung) und CDU, das Baugebiet umzusetzen.

### Partnerschaften
Ehringshausen unterhält partnerschaftliche Beziehungen zu
- Roquemaure im Département Gard in Frankreich seit dem 28. April 1973,
- Haverhill in der Grafschaft Suffolk in Großbritannien seit dem 16. April 1983 und
- Neustadt am Rennsteig in Thüringen seit dem 11. Mai 1991.

### Wappen
Am 9. Februar 1977 wurde der Gemeinde Ehringshausen im Lahn-Dill-Kreis ein Wappen mit folgender Blasonierung verliehen, das bis zum Zusammenschluss der Gemeinden Breitenbach, Daubhausen, Ehringshausen, Katzenfurt, Kölschhausen und Niederlemp am 1. Januar 1977 von der früheren Gemeinde Ehringshausen geführt wurde: In Gold ein rotes Zahnrad, belegt mit einer aufsteigenden blauen Spitze.
Bedeutung: Das rote Zahnrad in Gold soll auf die Bedeutung der eisen-, holz- und kunststoffverarbeitenden Industrie für die Gemeinde hinweisen, die schon in früheren Jahrhunderten durch ihre Eisenerzförderung, die es bis 1956 gab, bekannt und daher schon seit langem keine reine Ackerbaugemeinde mehr war. Die blaue Spitze stellt stilisiert einen Kirchturm dar und soll an die spätgotische Kapelle in Ehringshausen erinnern, die sich in ihrer tatsächlichen architektonischen Gestalt nicht in das Wappen aufnehmen ließ.

## Kultur und Sehenswürdigkeiten

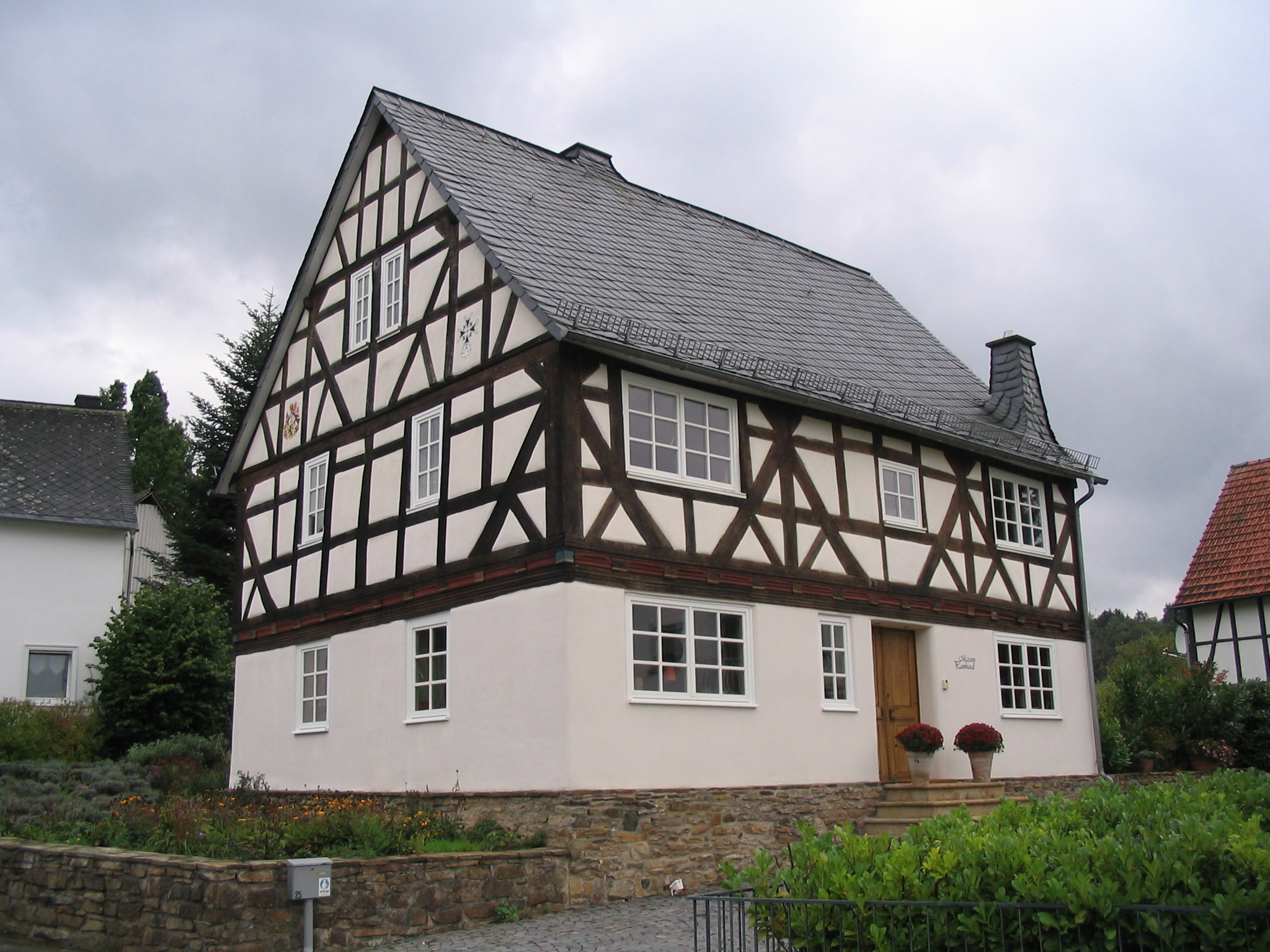
Fachwerkhaus in Greifenthal

### Museen
- Heimat- und Kulturmuseum Breitenbach
- „Köhler’s“ Heimat- und Feuerwehrmuseum Kölschhausen
- Heimatmuseum Ehringshausen
- Dorf- und Hugenottenmuseum „Alte Schule“ Daubhausen

### Kulturdenkmäler
siehe Liste der Kulturdenkmäler in Ehringshausen

### Ehemalige Synagoge

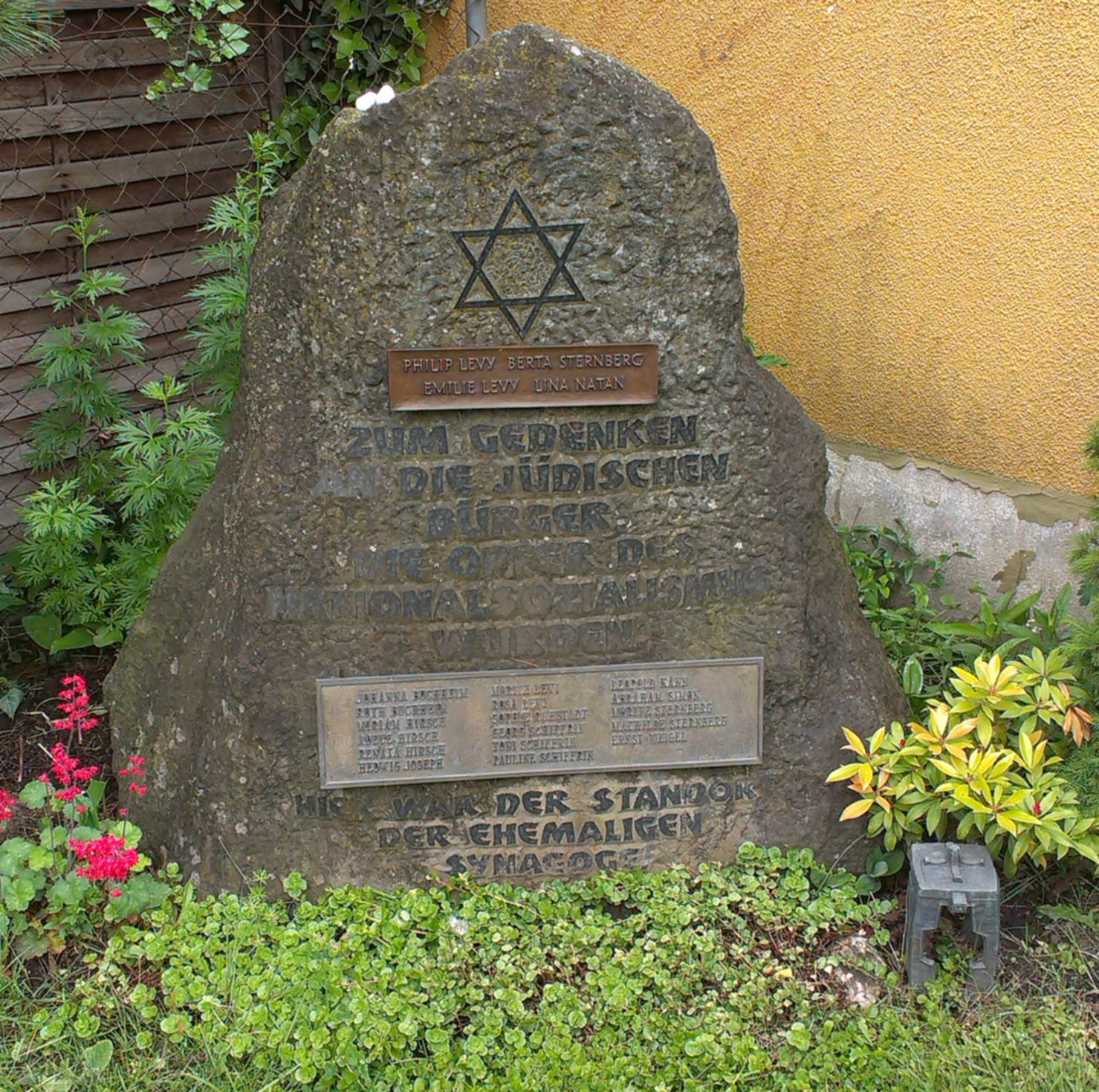
Gedenkstein der ehemaligen Synagoge

Eine jüdische Gemeinde bildete sich im 18. Jahrhundert in Ehringshausen und bestand bis nach 1933.

Die Synagoge, ein Betraum der Größe von 4,00 m × 5,35 m, befand sich in einem Gebäude an der Bahnhofstraße.
1938 wurde während der Novemberpogrome die Inneneinrichtung des Betraumes geschändet und verwüstet. Nach 1945 blieb die ehemalige Synagoge erhalten und wurde 1975 wegen Baufälligkeit abgebrochen.
Am Ort der ehemaligen Synagoge wurde im November 1988 ein Stein aufgestellt, der an die jüdischen Bürger, die 1942 Opfer des Nationalsozialismus wurden, gedenkt.

### Freizeit

#### Dillpark
Der Dillpark liegt am südlichen Ortsrand des Ortsteils Dillheim und erstreckt sich als Teil der Dillaue über die Gemarkungen
Auf'm Schlüsselacker, In den nassen Sadeln, Vor dem Weingarten, An dem Ufer und In der Schmitt.
Der Park dient als Naherholungsgebiet, insbesondere für die Bewohner des Alten- und Pflegeheims Am Dillpark und der Seniorenwohnanlage sowie den Kindern der Schule und des Kindergartens.
Der Dillpark ist eine natürliche Retentionsfläche und dient somit auch dem Hochwasserschutz im Dillgebiet.

#### Freizeitzentrum
Neben der Sporthalle der Gesamtschule befindet sich das Haverhill-Bad, ein Hallenbad mit 25-m-Schwimmbecken. Zusammen mit dem Roquemaure-Stadion und der gemeindeeigenen Turnhalle bilden sie das Freizeitzentrum.

#### Dillaue
2012 wurden im Rahmen eines Projektes „Dirt-Bike und Fitness in der Dillaue“ eine Dirt-Bike-Strecke erstellt und eingeweiht. Außerdem wurde ein Weg entlang der Dill ausgebaut und Outdoor-Fitness-Geräte für alle Generationen aufgestellt.

## Wirtschaft und Infrastruktur

### Verkehr
Durch Ehringshausen verlaufen die Bundesautobahn 45 mit der Anschlussstelle Ehringshausen. Nahezu parallel dazu verläuft die Bundesstraße 277 durch die Ortsteile Katzenfurt, Dillheim und Ehringshausen sowie die Bahnstrecke Siegen–Gießen mit den Bahnhöfen Katzenfurt und Ehringshausen (Kr Wetzlar).

### Bahnhof Ehringshausen
Der Bahnhof Ehringshausen (Kr Wetzlar) ist der wichtigste Unterwegsbahnhof auf der Strecke zwischen Wetzlar und Herborn. Er hat zwei Bahnsteiggleise an einem Haus- und einem Seitenbahnsteig. Das Empfangsgebäude, ein einfacher Putzbau mit flachem Satteldach, ist heute ein Kulturdenkmal nach dem Hessischen Denkmalschutzgesetz. Dort hält stündlich der Mittelhessen-Express (RB 40; Dillenburg–Frankfurt Hbf). Montags bis freitags halten zusätzlich morgens zwei Züge und abends ein Zug des Main-Sieg-Express (RE 99) in Ehringshausen und bietet so den Pendlern eine schnelle Verbindung in das bzw. aus dem Rhein-Main-Gebiet.
| Linie | Verlauf | Takt                                                  | Betreiber      |
| ----- | --- | ----------------------------------------------------- | -------------- |
| RB 40 | Mittelhessen-Express: Frankfurt (Main) Hbf – Frankfurt (Main) West (– Bad Vilbel) (zweistdl.) – Friedberg (Hess) – Bad Nauheim (– Ostheim (b Butzbach)) (zweistdl.) – Butzbach (– Kirch Göns – Lang Göns – Großen Linden) (zweistdl.) – Gießen – Dutenhofen (Kr Wetzlar) – Wetzlar – Aßlar – Werdorf – Ehringshausen (Kr Wetzlar) – Katzenfurt – Edingen (Kr Wetzlar) – Sinn – Herborn (Dillkr) – Burg (Dillkr) Nord – Niederscheld (Dillkr) Süd – Dillenburg Flügelung in Gießen. Zugteil nach Marburg/Treysa als RB 41. Stand: Fahrplanwechsel Dezember 2021 | 40/80 min (Frankf.–Gießen) 60 min (Gießen–Dillenburg) | HLB Hessenbahn |
| RE 99 | Main-Sieg-Express (Sprinter): Siegen Hbf – Haiger – Dillenburg – Herborn (Dillkr) – Ehringshausen (Kr Wetzlar) – Wetzlar – Ostheim (b Butzbach) – Bad Nauheim – Bad Vilbel – Frankfurt (Main) West – Frankfurt (Main) Hbf Stand: Fahrplanwechsel Dezember 2021 | ein Zug                                               | HLB Hessenbahn |
| RE 99 | Main-Sieg-Express (Sprinter): Frankfurt (Main) Hbf – Frankfurt (Main) West – Bad Nauheim – Wetzlar – Ehringshausen (Kr Wetzlar) – Herborn (Dillkr) – Dillenburg – Haiger – Siegen Hbf Stand: Fahrplanwechsel Dezember 2021 | ein Zug                                               | HLB Hessenbahn |

Im Jahr 2012 wurden sämtliche Weichen, bis auf jeweils eine nördliche und südliche Verbindung zwischen Gleis 1 und 2, sowie das Überholgleis 3 und alle weiteren Nebengleise des Bahnhofs ausgebaut. Überholungen sind somit nur noch in Richtung Sinn unter Benutzung des durchgehenden Hauptgleises 2 und somit nur sehr eingeschränkt möglich. Des Weiteren wurde in Fahrtrichtung Gießen ein neuer Außenbahnsteig gebaut, der durch eine Unterführung unter den Bahngleisen hindurch erreichbar ist. Somit müssen Fahrgäste für diese Richtung für den Zugang zu den Zügen nicht mehr die Gleise überqueren.

### Unternehmen
Große Arbeitgeber in Ehringshausen sind die Familienunternehmen KÜSTER als Zulieferer der Automobilindustrie und die HEDRICH Group als Maschinenbauunternehmen im Bereich Elektroindustrie im Ortsteil Katzenfurt.

### Öffentliche Einrichtungen
In Ehringshausen sind eine Rettungswache zur Versorgung des Gemeindegebietes und eine Außenstelle der Polizeistation Herborn angesiedelt.

### Kaiserin-Auguste-Victoria-Krankenhaus
Das Krankenhaus wurde im Juni 1911 gegründet und nach Kaiserin Auguste Viktoria benannt. Bis zum April 2007 war es eine Einrichtung der evangelischen Frauenhilfe im Rheinland e. V.
Im Januar 2001 wurde die Rechtsform in eine gGmbH geändert, alleiniger Gesellschafter die ev. Frauenhilfe im Rheinland e. V.
Seit Mai 2007 ist das Krankenhaus eine privat geführte GmbH mit verschiedenen Betreibern.

### Bildung
Neben zwei Grundschulen in Ehringshausen und Katzenfurt findet sich in Ehringshausen auch eine schulformübergreifende Johannes Gutenberg Gesamtschule des Lahn-Dill-Kreises mit abschlussbezogenen Klassen in den Jahrgangsstufen 9 und 10. Etwa 12 km entfernt befindet sich das Johanneum Gymnasium Herborn.

## Persönlichkeiten
- Gerd Eidam (* 1941), Jurist, Autor und Schriftsteller
- Friedrich Weber (1949–2015), Landesbischof der Evangelisch-Lutherischen Landeskirche in Braunschweig und Präsident der Gemeinschaft evangelischer Kirchen in Europa (GEKE)
- Hannelore Daniel (* 1954), Ernährungswissenschaftlerin
- Christoph Nix (* 1954), Rechtswissenschaftler und Theaterintendant
- Holger Mittelstädt (* 1970), Autor und Pädagoge
- Britta Siegmund (* 1971), Medizinerin
- Gerald Eisenkopf (* 1973), BWL-Professor an der Universität Vechta
- Zoë Beck (* 1975), deutsche Schriftstellerin, Verlegerin, Übersetzerin, Dialogbuchautorin und Synchron-Regisseurin
- Wolff-Christoph Fuss (* 1976), Sportkommentator
- Frank Paulus (* 1978), deutscher Fußballspieler
- Judith Liere (* 1979), deutsche Journalistin und Schriftstellerin
- Christian Lauer (* 1980), Welt- und Europameister im Sportschießen
- Dominik Stroh-Engel (* 1985), deutscher Fußballspieler
- Aykut Öztürk (* 1987), türkischer Fußballspieler
- Gesa Felicitas Krause (* 1992), deutsche Leichtathletin
- Selina Shirin Müller (* 1993), deutsche Sängerin und Schauspielerin